# 強尼·托里奧
強尼·托里奧（英語：Johnny Torrio，1882年1月20日—1957年4月16日），本名多納托·托里奧（義大利語：Donato Torrio），是一名意大利裔美國黑幫份子，在1920年代幫助建立了芝加哥犯罪集團，後來被他的門生艾爾·卡彭接手繼承。托里奧還在1930年代提出了全國犯罪集團的主意，而後來成為查理·盧西安諾和盧西安諾犯罪家族的顧問。
托里奧有幾個綽號，主要是「狐狸」（The Fox），因為他很狡猾和有技巧。托里奧被認為是美國有組織犯罪中最有影響力的名人之一，他的商業頭腦和外交技能給當局和編年史學家留下了深刻的印象。
美國財政部官員埃爾默·林肯·艾里認為他是「美國最大的黑幫」，而他接著寫道：「他是最聰明的人，我敢說，所有流氓中最好的一個，『最好』是指才智，而不是道德」。芝加哥犯罪委員會的Virgil W. Peterson表示，他「作為組織天才的才華，受到紐約市地區的主要幫派老大們的廣泛尊重」。犯罪記者赫伯特·阿斯伯里斷言說：「作為黑社會事務的組織者和管理者，強尼·托里奧在美國犯罪史上是無與倫比的；他可能是這個國家誕生為止，最接近具有極大才智的人」。

## 早年
托里奧出生於意大利南部巴西利卡塔大區的伊爾西納。其父親是托馬索·托里奧（Tommaso Torrio），母親是瑪麗亞·卡盧喬（Maria Carluccio），原籍普利亞的阿爾塔穆拉。在他兩歲時，他的鐵路員工父親在一次工作事故中去世。不久後，托里奧於1884年12月與他的母親一起移民到美國紐約市下東區的詹姆斯街（James Street）。她其後再婚。
他的第一份工作是在曼哈頓做搬運工和保鏢。在他青少年的時候，他和同住在詹姆斯街的羅伯特·瓦內拉一起加入了一個街頭幫派，並成為幫派的頭目。他最終成功地儲到足夠的錢，為幫派開了一間桌球廳，並由此發展出賭博和放高利貸等的非法活動。托里奧的商業頭腦引起了臭名昭著的五點幫頭目保羅·凱利的注意。托里奧的幫派經營著合法的生意，但其主要涉及的是彩票賭博，其他來自博彩、放高利貸、劫持、賣淫和鴉片販運的收入。在凱利的俱樂部工作過的艾爾·卡彭很欣賞托里奧的敏捷頭腦，並把他視為自己的導師。
卡彭曾隸屬少年四十大盜幫（Junior Forty Thieves）、包厘街男孩幫和布魯克林開膛手幫（Brooklyn Rippers）；他們很快就晉升至五點幫。托里奧最終聘請卡彭在一間位於布魯克林區康尼島的酒吧「哈佛旅館」（Harvard Inn）當酒保，該酒吧由托里奧的生意伙伴法蘭基·耶魯所擁有。

## 搬到芝加哥

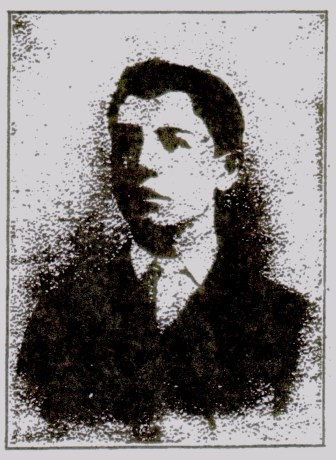
1903年的托里奧

托里奧是Victoria Moresco的侄子，Moresco是大吉姆·科洛西莫的妻子及事業伙伴，而科洛西莫已成為芝加哥100多間妓院的老闆。根據Laurence Bergreen的說法，「托里奧被描述為科洛西莫的侄子，但在沒有任何證據證實這種關係的情況下，他們的親屬關係更可能是精神上的，而不是家庭上的關係」。
1909年，科洛西莫邀請托里奧到芝加哥，處理黑手的敲詐勒索。托里奧消滅了敲詐販子，並逗留下來；他管理科洛西莫的業務，並組織了必要的犯罪力量來對付威脅。
1919年，卡彭也應托里奧的邀請離開紐約前往芝加哥。卡彭一開始在芝加哥的一間妓院擔任保鏢。

## 科洛西莫被謀殺
當禁酒令在1920年生效時，托里奧推動幫派進入非法私酒生意，但科洛西莫頑固地拒絕了。1920年3月，科洛西莫與Moresco無異議之下離婚。一個月後，科洛西莫和Dale Winter私奔到印第安納州的西貝登斯普林斯。回來後，他在南區買了一間房子。1920年5月11日，托里奧打電話告訴科洛西莫，有一批貨物即將到達他的餐廳。科洛西莫開車前往那裡等候，但他卻被伏擊，並被殺死。據稱，法蘭基·耶魯曾經從紐約前往芝加哥，並在芝加哥犯罪集團的朋友托里奧和卡彭的指使下，親手殺死了長期的幫派老大科洛西莫。雖然被芝加哥警方懷疑，但耶魯從未被正式起訴。據稱，科洛西莫被殺害的原因是他在與Winter結婚後「心軟」，阻礙了他的幫派賺取私酒利潤。艾爾·卡彭也被認為是槍手。科洛西莫的前妻對離婚後的財務安排感到不滿，她也被認為是安排了這場謀殺。

## 與北邊幫敵對
托里奧領導著一個基本上該城市最大的意大利有組織犯罪集團，而卡彭是他的得力助手。他提防被卷入幫派鬥爭，並試圖在敵對犯罪集團之間就地盤問題談判達成協議。規模較小的北邊幫由狄恩·歐班寧（又名迪翁·歐班寧）領導，它受到了與托里奧結盟的基納兄弟（Genna brothers）的壓力。歐班寧發現，托里奧雖然自誇為解決爭端的人，但對基納兄弟侵占北區的行為卻毫無幫助。1924年11月10日，托里奧安排或默許在歐班寧的花店裡謀殺歐班寧。這使海米·魏斯在文森特·德魯奇和瘋子莫蘭的支持下成為幫派的頭目。魏斯是歐班寧的好朋友，北邊幫成員的優先事情是要向兇手復仇。

## 被企圖刺殺、移交權力給卡彭
1925年1月，卡彭遭到伏擊，嚇倒了他，但沒有受傷。12天後的1月24日，托里奧與他的妻子Anna購物回來時，他身中數槍。康復後，他實際上已經請辭，並將控制權交給了26歲的卡彭，卡彭成為了組織的新老闆，他接收非法釀酒廠和一個到達加拿大的運輸網絡，並得到政治和執法部門的保護。反過來，他又能使用更多的暴力手段來增加收入。拒絕向他購買酒類的商店經常被炸毀，在1920年代，有多達100人在這種爆炸事件中喪生。競爭對手認為，卡彭要為該市妓院的迅速擴展負責。
1925年末，托里奧與妻子和母親搬到意大利，在那裡他不再直接參與黑幫生意。他把犯罪集團的全部控制權交給了卡彭，並說：「這都是你的，艾爾。我呢？我不幹了。歐洲適合我」。托里奧留下了一個犯罪帝國，每年從私酒、賭博和賣淫中賺取約7千萬美元（2022年美元為11.69億美元）。

## 晚年與逝世

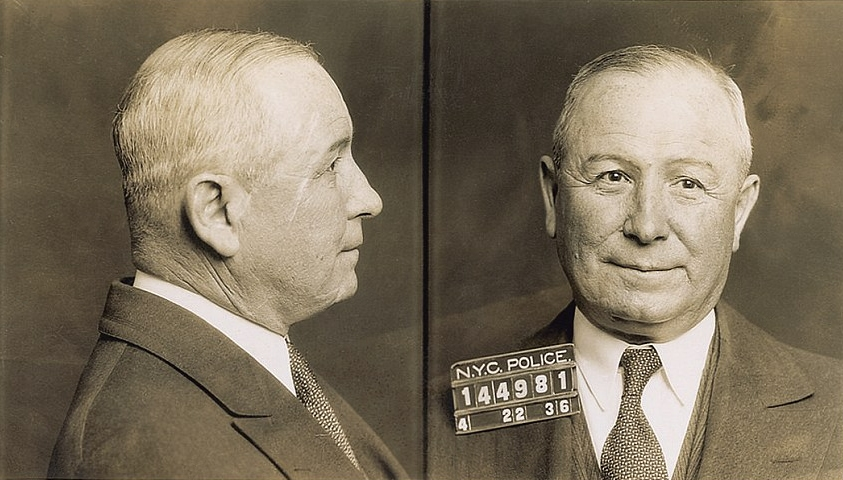
托里奧在1936年因逃稅而被捕

1928年，托里奧回到美國，因為貝尼托·墨索里尼開始對意大利的黑手黨施加壓力。他被認為協助組織了一個松散的東岸私酒販子的聯盟「七大集團」，其中一些著名的黑幫份子，包括查理·盧西安諾、阿伯納·茨威爾曼、喬·阿多尼斯、法蘭克·卡斯特羅和邁爾·蘭斯基都參與其中。托里奧還支持建立一個全國性的團體，以防止芝加哥和紐約爆發幫派之間的全面地盤鬥爭。他的主意很受歡迎，在1929年5月，托里奧、蘭斯基、盧西安諾和卡斯特羅在大西洋城主持召開了一次會議，創立全國犯罪集團。
1936年，托里奧被控逃稅，在幾次上訴失敗後，托里奧於1939年被送進監獄，服刑2年。1940年，托里奧與凡納拉、Jack Cusick和卡彭共同擁有的財產被拍賣，以償還卡彭的欠稅。出獄後，他安靜地生活著，直到去世為止。
1957年4月16日，托里奧在布魯克林時心臟病發作，當時他正坐在理髮師的椅子上等待理髮；幾個小時後他在附近的醫院裡去世。

## 流行文化
- 1932年電影《傷面人》中，由奧斯古德·珀金斯（英语：Osgood Perkins）飾演Johnny Lovo（基於托里奧）。
- 1959年電影《艾爾·卡彭》中，由尼赫迈亚·珀索夫（英语：Nehemiah Persoff）飾演托里奧。
- 1959年電視劇《鐵面無私（英语：The Untouchables (1959 TV series)）》中，由查爾斯·麥格勞（英语：Charles McGraw）飾演托里奧。
- 1975年電影《卡彭》中，由哈里·瓜尔迪诺（英语：Harry Guardino）飾演托里奧。
- 1992年電影《The Babe（英语：The Babe）》中，由Guy Barile飾演托里奧。
- 1993年電視劇《少年印第安那瓊斯年譜》的單集「Young Indiana Jones and the Mystery of the Blues」中，由法蘭克·文森特飾演托里奧。
- 1993年電視劇《不可觸碰》的首集中，由伯恩·皮文（英语：Byrne Piven）飾演托里奧。
- 1994年電視劇《In Suspicious Circumstances》的首集中，由Kieron Jecchinis飾演托里奧。
- HBO電視劇《酒私風雲》中，由格雷格·安東納奇飾演托里奧。
- 2016年迷你劇《芝加哥黑幫紀實》中，由保羅·羅通多（英语：Paolo Rotondo）飾演托里奧。
- 2017年電影《黑幫之地》中，由阿尔·萨皮恩扎（英语：Al Sapienza）飾演托里奧。

## 延伸閱讀
- 《Johnny Torrio: First of the Gang Lords》（1970年），作者：Jack McPhaul
- 《The Outfit: The Role of Chicago's Underworld In the Shaping of Modern America》（2001年），作者：葛斯·羅素（英语：Gus Russo） ISBN 1-58234-279-2
- 《Capone: The Man and the Era》（1994年），作者：勞倫斯·貝爾格林（英语：Laurence Bergreen） ISBN 978-0-684-82447-5

## 外部連結
- 在Find a Grave上的John Torrio
- . My Al Capone Museum.   [March 18, 2020]. （原始内容存档于2021-01-04）.